# Glandicephalus antarcticus
Glandicephalus antarcticus is een lintworm (Platyhelminthes; Cestoda). De worm is tweeslachtig. De soort leeft als parasiet in de Rosszeehond (Ommatophoca rossii) in de Zuidelijke Oceaan.
Het geslacht Glandicephalus, waarin de lintworm wordt geplaatst, wordt tot de familie Diphyllobothriidae gerekend. De wetenschappelijke naam van de soort werd voor het eerst geldig gepubliceerd in 1853 door Baird.